# Phytopharmacovigilance
La phytopharmacovigilance est l'activité consistant à enregistrer et évaluer les effets sanitaires négatifs de l'utilisation des pesticides. Cette activité s'inspire directement des méthodes de pharmacovigilance développées pour les médicaments (humains ou vétérinaire). 

Elle vise à mieux garantir la sécurité d'emploi des pesticides. Elle repose notamment sur le signalement d'effets indésirables par les professionnels de santé, par des titulaires d’autorisation de mise sur le marché, des fabricants, des importateurs, des distributeurs ou des applicateurs professionnels de produits phytopharmaceutiques, ou encore par les conseillers et formateurs de ces utilisateurs.

## Objectifs
Outre un objectif général de veille sanitaire vissant « protéger la santé humaine et animale (abeille domestique comprise) ainsi que l’environnement, en identifiant au plus tôt d'éventuels effets indésirables liés à l’utilisation de produits phytopharmaceutiques ». La phytopharmacovigilance vise aussi à  « pouvoir agir sans délai sur les autorisations de mise sur le marché, si un effet nocif est constaté,  pour prévenir sa survenue, par exemple en modifiant les conditions d’emploi d’un produit, en limitant ses usages, voire en retirant l’autorisation de mise sur le marché ». 
En France le dispositif concerne aussi « la contamination des milieux, l’exposition et les impacts sur les organismes vivants, dont la santé humaine, et les écosystèmes dans leur ensemble, ainsi que les phénomènes d’apparition de résistances ». Il vise aussi  
1. l'adaptation, si nécessaire des conditions d’autorisation de mise sur le marché des produits aujourd’hui commercialisés (par exemple par la réduction des doses, l’adaptation des conditions d’application ou le retrait d’une autorisation de mise sur le marché)[1] ;
2. la production de « mesures de gestion transversale, par exemple pour la protection des personnes à proximité des zones traitées »[1] ;
3. assurer le « respect des interdictions d’usages de produits, notamment ceux dont les substances actives ne sont plus approuvées au niveau européen »[1].

## France
En France, l’organisation de la phytopharmacovigilance est cadrée par un décret de 2016  et a été confiée par le législateur à l'Anses(qui a aussi depuis juillet 2010 mission d'assurer la pharmacovigilance vétérinaire). l'Anses doit donc surveiller le risque d'effet indésirable résultant de l'utilisation des pesticides agricoles, vétérinaires, industriels et domestiques. Elle le fait par substance active (alors qu'une grande partie des effets surviennent du fait de l'association de ces substances à d'autres pesticides ou à divers additifs). Elle s'inscrit dans le plan Écophyto .
Selon l'Anses le dispositif français (mis en place en 2015) est unique en Europe car prenant en compte à la fois les effets indésirables, pour « la santé humaine, animale, végétale, l’alimentation ou l’environnement » . Il repose sur 3 piliers du recueil et de l'organisation de la connaissances :
1. un réseau d’organismes de surveillance ou de vigilance[1] ;
2. des études ad hoc[1] ;
3. le recueil de signalements spontanés[1].

Réseaux associés :
- Centres anti-poison et de toxicovigilance (CAP-TV) coordonnés par l'Anses,
- Phyt'attitude de la Mutualité sociale agricole (MSA),
- Agence nationale de santé publique France (Santé Publique France) (cf. mission de suivi des effets sur la santé humaine et des expositions),
- cohorte Agrican (pilotée par le Centre François Baclesse),
- réseau SAGIR pour les effets éventuels sur la faune sauvage (Office national de la chasse et de la faune sauvage (ONCFS),
- Institut technique scientifique de l'abeille et de la pollinisation (ITSAP),
- Laboratoire central de surveillance de la qualité de l'air (LCSQA).
- Associations agréées de surveillance de la qualité de l'air (AASQA)

L'Anses a commencé début 2018 à publier des fiches-bilan synthétiques (par substance active) des données qu’elle recueille dans le cadre du dispositif français de phytopharmacovigilance. Ces fiches sont publiques et elles serviront aussi aux processus d’instruction des demandes d’autorisation de mise sur le marché des produits phytopharmaceutiques, et aux gestionnaires de risques, pour la définition de mesures à mettre en place, tant que de besoin. Chaque fiche synthétise des informations sur :
- l’utilisation connue  de la matière active ;
- sa détection dans les milieux (eau, alimentation, air ambiant, imprégnation humaine) ;
- les risques connus pour les populations (en cas d'exposition à la substance active) ;
- les effets avérés et potentiels pour l'homme ou l'environnement.

Elles peuvent signaler des lacunes à combler dans la connaissance et seront peu à peu mises à jour.

## Rôle des vétérinaires
Une partie des médicaments vétérinaires relèvent de la catégorie des pesticides. Ils sont massivement utilisés en élevage industriel et pour les animaux domestiques de compagnie (produits antipuces/tiques notamment). 
La phytopharmacovigilance pourra améliorer la connaissance des risques posés par les médicaments vétérinaires chez l'animal, mais aussi sur l'innocuité des denrées alimentaires d'origine animale (issues d'animaux traités) et/ou sur d'éventuels effets indésirables des biocides vétérinaires sur les personnes en contact avec les animaux, médicaments vétérinaires ou leurs résidus. 

Elle s'intéresse aussi à la surveillance des effets des pesticides vétérinaires (antiparasitaires principalement) sur l'environnement. 

## Fiches Phytopharmacovigilance de l'Anses
Les premières fiches publiées ont été celles des produits suivants :
- Bentazone[6]
- Chlorméquat[7]
- Chlorothalonil[8]
- Famoxadone[9]
- Flumioxazine[10]
- Iodosulfuron[11]
- Iprodione[12]
- Picolinafene[13]
- Thifensulfuron-méthyl[14]